# Edificio del First National Bank
El Edificio del First National Bank (también conocido como Edificio Timmerman) es un edificio histórico ubicado en Andalusia, Alabama, Estados Unidos. El edificio de seis pisos es el más alto de Andalusia y fue diseñado por el arquitecto Frank Lockwood, quien también diseñó el Palacio de Justicia del Condado de Covington que se encuentra al otro lado de la plaza. El edificio fue incluido en el Registro Nacional de Lugares Históricos en 1982.

## Historia
El First National Bank de Andalusia se estableció en 1901 para facilitar los negocios en la ciudad en crecimiento. A fines de la década de 1910, el banco había crecido enormemente y encargó el edificio de seis pisos de estilo Beaux-Arts, diseñado por el arquitecto de Montgomery, Frank Lockwood. En 1928, el banco se fusionó con el Andalusia National Bank y tomó el nombre de este último. Se vio obligado a cerrar después de una pánico bancario en octubre de 1932, durante la Gran Depresión. El Commercial Bank se fundó para reemplazarlo unos meses después y posteriormente compraron el edificio en 1937. En ese momento, el vestíbulo y las oficinas fueron remodelados y el sexto piso se convirtió de su uso como lugar de reunión cívica a más oficinas.
El Commercial Bank superó el edificio y se mudó a una nueva ubicación en 1958. La edificación fue comprada por una agencia de seguros, que alquiló espacio a varios otros negocios. El edificio cayó en abandono en 1972, hasta que fue comprado y la planta baja renovada para convertirla en restaurante en 1981.

## Descripción
El edificio es una estructura de seis pisos, dos bahías de ancho en el frente y nueve bahías de largo. El edificio está construido en hormigón armado. Los lados oeste y norte (los lados que dan a Courthouse Square) están revestidos con bloque de hormigón pulido en el primer piso y ladrillo marrón en los pisos superiores, mientras que las caras este y sur son de ladrillo rojo en todas partes.
Los pisos superiores cuentan con pares de ventanas de guillotina doble una sobre una. Los lados sin terminar tienen marco de metal, ventanas de dos sobre dos. Los rosetones separan cada ventana arqueada en el primer piso, y un gran reloj, agregado en 1939, cuelga de la esquina del edificio. Las molduras decorativas se encuentran en la línea del techo y entre el quinto y sexto piso.
El área del piso principal tenía originalmente un suelo de baldosas, mármol y revestimiento de madera. En la década de 1960, se retiró el mostrador, se cubrió el revestimiento con paneles de madera y se instaló un falso techo. Los paneles y el techo se quitaron durante las renovaciones en 1981.